# Pjotr Sjelochonov
Pjotr Illarionovitsj Sjelochonov ( Russisch: Пётр Илларио́нович Шелохо́нов,  Wit-Russisch: Пятро Шалахонаў, Pools: Piotr Szełochonow, Engels: Petr Shelokhonov, Oekraïens: Петро Шелохонов), (Republiek Polen, 15 augustus 1929 – Sint-Petersburg, 15 september 1999) was een Russische theater-, film- en televisieacteur, vereerd acteur van Rusland.

## Biografie
Pjotr Sjelochonov werd geboren in 1929 in Republiek Polen. Zijn voorouders kwamen uit Oekraïne, de Baltische staten en Polen. Sjelochonovs grootvader was boer, zijn vader was dierenarts en werkte op de paardenfokkerij. De zoon zou het beroep van vader volgen, maar de Tweede Wereldoorlog dwarsboomde deze plannen. In 1939 werd de Poolse Republiek beëindigd door het Molotov-Ribbentrop-pact waarmee de Tweede Wereldoorlog begon. Het deel van Polen waar de Sjelochonovs woonden werd door de Sovjets veroverd en werd West-Wit-Rusland.
In 1941 werd Wit-Rusland bezet door de Wehrmacht. Hij overleefde de bombardementen omdat hij zijn huis op tijd had verlaten. Na het bombardement waren huizen, school en boerderij in puin, en zijn ouders waren dood. Sjelochonov werd aangehouden door de Duitse politie. Hij vluchtte en raakte gewond door geweerschoten, littekens bleven in het gezicht. Door de wond en het litteken op zijn gezicht leek zijn acteercarrière een onmogelijke droom, terwijl hij worstelde om te overleven. In de herfst van 1941 redde een door hem gemolken gewonde koe hem van de hongerdood. Sjelochonov had niets te eten, en worstelde om te overleven. Hij werd gevonden door partizanen, met wie hij tot 1943 woonde.
In 1942-1943 speelde hij geïmproviseerde komedies voor partizanen in het bos om hun moreel op te krikken als ze worstelden om te overleven. Hij speelde karikaturen van Adolf Hitler en parodieën van de bezetters. In 1944 bezat de 15-jarige een zelfgemaakt poppentheater met poppen en een podium dat hij had gemaakt en waarmee hij zich in Wit-Rusland en Oekraïne verplaatste en voedsel en geld verdiende. Zijn eerste poppenspel was getiteld "Roodkapje, Peter en Wolf in de oorlog". In 1945 werd Sjelochonov toegelaten tot de muziekschool aan het conservatorium van Kiev waar hij piano studeerde. Op zoek naar een acteercarrière kwam hij naar Leningrad, maar werd in plaats daarvan naar Siberië gestuurd en begon te acteren in Irkoetsk, drama zoals Hamlet.
Sjelochonov verwierf bekendheid met de rol van Ivan Laptev in de verfilming van Anton Tsjechovs Drie jaar (1968) en voorts met de rol van de Kozak Severjan Oelybin in de literaire verfilming van Konstantin Sedych Daoerija (1971). Nationale onderscheidingen vielen hem ten deel voor zijn rol van Michail Karelin in Beteugeling van het vuur (1972), een op ware gebeurtenissen gebaseerd verhaal van de schrijver Daniil Chrabrovitski over de Sovjet-Russische ruimtevaart en raketindustrie.
Sjelochonov speelde meer dan 90 rollen in films en televisie en meer dan 100 rollen op het podium, werkte samen met sterren als Peter Ustinov, James Fox, Kirill Lavrov, Sophie Marceau, Sean Bean, en andere Russische, Amerikaanse en Europese acteurs.
In 1997 speelde Sjelochonov in de film Anna Karenina gebaseerd op de gelijknamige roman uit 1877 van Lev Tolstoj, de Brits-Amerikaanse productie die op locatie in Rusland gefilmd is, geregisseerd door Bernard Rose en met Sophie Marceau, Sean Bean, James Fox, Alfred Molina, Mia Kirshner, Danny Huston onder andere Europese en Amerikaanse filmmakers.

## Filmografie

### Acteur
- 1967: Shagi v Solntse (Шаги в солнце) - als Onbekende Soldaat
- 1968: Drie jaar van Anton Tsjechov (Три года) - als Laptev
- 1969: Razvyazka (Развязка) - als Sotnikov
- 1969: Rokirovka v dlinnuyu storonu (Рокировка в длинную сторону) - als wetenschapper
- 1970: Franz Liszt (Ференц Лист) - als Michail Glinka, Russisch componist
- 1970: Lyubov Yarovaya (Любовь Яровая) - als Mazukhin
- 1970: Dawns are quiet here (А зори здесь тихие) - als sergeant Vaskov
- 1970: Far from Moscow (Daleko ot Moskvy) (Далеко от Москвы) – als Batmanov
- 1971: Night on the 14th Parallel (Ночь на 14-й паралели) – als redacteur
- 1971: Dauria (Даурия) – als kozak Severian Ulybin
- 1971: Shutite? (Шутите?) – als voorzitter
- 1971: Kholodno - goryacho (Холодно - горячо) – als schrijver Podorozhny
- 1972: Taming of the fire (Укрощение огня) - als Mikhael Karelin, raketgeleerde
- 1972: Grossmeyster (Гроссмейстер) – als stiefvader
- 1972: Such a long, long road (Такая длинная, длинная дорога) - als Commissar
- 1973: Opoznanie (Опознание) – als Kolonel
- 1974: Otvetnaya Mera (Ответная мера) – als Peresada
- 1975: Obretesh v boyu (Обретешь в бою) – als Sergeev
- 1975: "Troilus e Kressida" - Agamemnon
- 1976: Menya eto ne kasayetsya (Меня это не касается) – als detective Pankatov
- 1976: Trust (Доверие) – als Petrovsky
- 1976: Vitali Bianki (Виталий Бианки) – als presentator-verteller
- 1977: First joy (Первые радости) – als Dorogomilov
- 1978: Three rainy days (Три ненастных дня) - als detective
- 1978: Vsyo reshayet mgnoveniye (Все решает мгновение) – als sportleider
- 1978: Full Circle (Возвращение на круги своя) – als Professor-Psychiatrist
- 1979: Extraordinary summer (Необыкновенное лето) – als Dorogomilov
- 1979: Puteshestvie v drugoy gorod (Путешествие в другой город) – als Fedor Ignatich
- 1980: Zhizn i priklyucheniya chetyrekh druzei 1/2 (Жизнь и приключения четырех друзей 1/2) – als boswachter
- 1981: Late rendez-vous (Поздние свидания) - als Lena's vader
- 1981: Zhizn i priklyucheniya chetyrekh druzei 3/4 (Жизнь и приключения четырех друзей 3/4) – als boswachter
- 1981: Pravda Lieutenanta Klimova (Правда лейтенанта Климова) – als bootsman Chervonenko
- 1981: 20 december (Двадцатое декабря (фильм)) – als advocaat Zarudny
- 1981: Devushka i Grand (Девушка и Гранд) – als sportleider
- 1981: Sindikat 2. (Синдикат 2)– als Fomichev
- 1982: Customs (Таможня) – als hoofddouandebeambte
- 1982: God aktivnogo solntsa (Год активного солнца) – als schoolhoofd
- 1982: Liszt Ferenc (Ференц Лист ТВ) – als graaf Vielgorsky
- 1982: Golos (Голос) – als regisseur
- 1983: Magistral (Магистраль (фильм)) – als Gadalov
- 1983: Mesto deystviya (Место действия) - als Ryabov
- 1984: Testament of professor Dowell (Завещание профессора Доуэля)
- 1984: Two versions of one collision (Две версии одного столкновения) - als diplomaat Gordin
- 1985: Sofia Kovalevskaja (Софья Ковалевская) – als academicus Ivan Sechenov
- 1985: Sopernitsy (Соперницы) – als coach Semenich
- 1985: Kontract of the century (Контракт века) - als minister
- 1986: The last road (Последняя дорога) - als dokter Stefanovich
- 1986: Red arrow (Красная стрела) – als manager Yusov
- 1987: Habitat (Среда обитания) – als detective
- 1987: Lucky man (Везучий человек) - als manager
- 1987: Moonzund (Моонзунд) – als kapitein Andreev
- 1988: Khleb - Imya suschestvitelnoe (Хлеб - имя существительное) – als smid Akimych
- 1991: My best friend, General Vasili, son of Joseph Stalin (Мой лучший друг, генерал Василий, сын Иосифа) – als kolonel Savinykh
- 1992: Richard II (Ричард II) – als lord Marshal
- 1997: Passazhirka (Пассажирка) – als passagier
- 1997: Anna Karenina (1997), met Sophie Marceau. (Анна Каренина) – als Kapitonich, Karenins butler

## Toneel

### Acteur
- 1997: Passenger – als Passagier
- 1994: Met blote voeten in het park (van Neil Simon) – als Victor Velasco
- 1993: Antiquariat (van Annie Pukkem) – als Johansson
- 1992: Murder of Gonzago - als Gonzago
- 1989: Photo Finish (van Peter Ustinov)  – als Sam
- 1988: The Land of Promise (van William Somerset Maugham) – als Mr. Wikham
- 1986: Round table under lamp - als Pastukhov
- 1985: A Grand Piano in the Sea - als Boatsman Nechipotoruk
- 1983: Last Summer in Chulimsk (van Alexander Vampilov) (Прошлым летом в Чулимске) - als Pomigalov
- 1980: Fifth decade (Пятый десяток)
- 1980: Theme and Variations (Тема с вариациями) – als Dmitri Nikolaevich
- 1978: Gnezdo glukharia (van Viktor Rosov) (Гнездо глухаря) – als Sudakov
- 1977: Tsar Boris (van A.K. Tolstoj) (Царь Борис) – als Mitropolite Job
- 1976: Tsar Fédor Ivanovitch (van A.K. Tolstoj) (Царь Фёдор Иоаннович) - als Prince Golitsyn
- 1974: Death of Ivan the Terrible (van A.K. Tolstoj) (Смерть Иоанна Грозного) – als Prince Nikita Romanov
- 1970: Far from Moscow (van Boris Ajaev) (aka.. Daleko ot Moskvy) (Далеко от Москвы) – als Batmanov
- 1970: Dawns are quiet here (А зори здесь тихие) – als Sergeant Vaskov
- 1969: Cyrano de Bergerac (Сирано де Бержерак) - als Montfleury, Jodelet
- 1968: Platonov (van Anton Tsjechov) (Платонов) – als Platonov
- 1967: In the name of Revolution (Именем революции) – als Lenin
- 1967: Lecture by Lenin (Ленинские чтения) – als Lenin
- 1967: De kersentuin (van Anton Tsjechov) (Вишнёвый сад) - als Gayev, als Lopakhin
- 1967: Drie zusters (van Tsjechov) (Три сестры) – als Tuzenbach
- 1966: The night of Moon eclipse (van Mustai Karim) - als Dervish Divana
- 1966: De meeuw (van Tsjechov) (Чайка)" – als Treplev
- 1965: Ivanov (van Tsjechov) (Иванов) – als Ivanov
- 1964: Oom Wanja (van Tsjechov) (Дядя Ваня) – als Vanya
- 1964: “104 pages about love” (104 страницы про любовь)
- 1964: Grave accusation (Тяжкое обвинение - mannelijke hoofdrol
- 1963: The Lower Depths (van Maksim Gorki) (На дне) – als Satin
- 1963: Armoured train 14-69 (Бронепоезд 14—69) – als Vaska Okorok
- 1963: Friends and Years (Друзья и годы) – als Derzhavin
- 1963: Ocean (Океан)" – als Captain Sotnikov
- 1962: Ocean (Океан)" – als Captain Chasovnikov
- 1961: Golden Boy  (van Clifford Odets) (Золотой мальчик) - als Joe, the Golden Boy
- 1961: Credit with Nibelungen (Кредит у Нибелунгов)
- 1960: An Irkutsk story (van Aleksei Arbusov) (Иркутская история) – als Victor
- 1960: A little student (Маленькая Студентка) - als Larisov
- 1960: Dubrovsky (van Aleksandr Poesjkin) (Дубровский) - als Dubrovsky
- 1959: Hamlet (van William Shakespeare) (Гамлет) – als Hamlet
- 1957: Poem of bread (Поэма o Хлебе) - als Senya

### Regisseur
- 1993 – Isabella (Изабелла) (toneelstuk van Irving A. Leitner)
- 1968 – Platonov (Платонов) (toneelstuk van Tsjechov)
- 1967 – Lecture by Lenin (toneelstuk van M. Shatrov)
- 1967 – Girls from the street of hope (toneelstuk van A. Mamlin)
- 1966 – Obelisque (toneelstuk van A. Mamlin)
- 1965 – Ivanov (Иванов) (toneelstuk van Tsjechov)
- 1965 – Shadowboxing (toneelstuk van B. Tour)
- 1964 – 104 pages about love (104 страницы про любовь) (toneelstuk van Eduard Radzinsky)
- 1964 – Sacred night (toneelstuk van A. Chavrin)
- 1963 – Friends and years (toneelstuk van L. Zorin)

## Prijzen
- 1979: Verdienstelijk kunstenaar van de RSFSR